# Marliana
Marliana è un comune italiano di 3 277 abitanti della provincia di Pistoia in Toscana. Insiste su di un'area montana di media altitudine.

## Geografia fisica

### Territorio
- Classificazione sismica: zona 2, Del. GRT n° 878 dell'8/10/2012

### Clima
- Classificazione climatica: zona E, 2503 GG
- Diffusività atmosferica: bassa, Ibimet CNR 2002

## Storia
Le terre del comune erano abitate fin dalla preistoria, furono popolate prima dai liguri e probabilmente già dal III secolo a.C., dai coloni romani. Scavi archeologici hanno riportato alla luce una sepoltura del III secolo a.C. Si suppone inoltre che il comune di Marliana fosse stato attraversato da Annibale, durante la sua marcia verso Roma nel 217 a.C. Più tardi ai tempi delle invasioni longobarde del VI secolo d.C. queste terre si trovarono sulla linea difensiva approntata dai Bizantini, per far fronte alle schiere degli invasori.
In età comunale Marliana, per la sua posizione geografica, divenne l'avamposto pistoiese verso i territori lucchesi. Il castello nel 1177 venne assediato e quindi distrutto dalle schiere della vicina Montecatini. Nel 1319 i territori del comune di Marliana vennero occupati dalle milizie del condottiero lucchese Castruccio Castracani, per poi, alla morte di questi, passare a Pistoia, quindi a Firenze. La popolazione decimata dalle epidemie del secolo trecento, conobbe un certo incremento durante i primi anni del XV secolo, per poi crescere costantemente sino all'Ottocento, quando si verificò un vero boom demografico.
Al plebiscito del 1860 per l'annessone della Toscana al Regno di Sardegna i "si" non ottennero la maggioranza degli aventi diritto (299 su totale di 1064), con un astensionismo da record, sintomo dell'opposizione all'annessione.
Con la seconda parte dell'Ottocento la popolazione decrebbe in linea con l'esodo patito dai comuni montani in quel periodo, quando Marliana e gli altri castelli si trasformarono in località dedite al turismo estivo.

### Simboli
Lo stemma del comune di Marliana è stato riconosciuto con decreto del capo del governo del 26 maggio 1937.
È un'arma parlante: la marlia o maglia è una sorta di placca metallica componente il congegno che comanda il movimento distanziatore tra le macine del mulino, con riferimento alla diffusa attività molitoria della zona.
Il gonfalone è un drappo partito di rosso e di bianco.

## Monumenti e luoghi d'interesse

### Architetture religiose
- Chiesa di San Niccolò, nei cui pressi sopravvivono i resti di un'antica porta castellana, documentata sin dal 1373, fu elevata a pieve nel 1593. Fu trasformata radicalmente nel seicento e poi anche nell'Ottocento. Fanno parte del patrimonio della pieve pezzi assai pregevoli, come alcune opere di scuola robbiana, ovvero una statua in terra cotta policroma della prima metà del Cinquecento, raffigurante la Madonna con il Bambino, riconducibile alla cerchia dei Buglioni, e una coppia di angeli genuflessi reggicandelabro. La fattura delle due statuette, realizzate entro il primo decennio del Cinquecento, è tale da indurre l'attribuzione a Benedetto Buglioni. Presso la chiesa sorge un piccolo fabbricato che un tempo fu sede della Compagnia di Sant'Antonio abate.

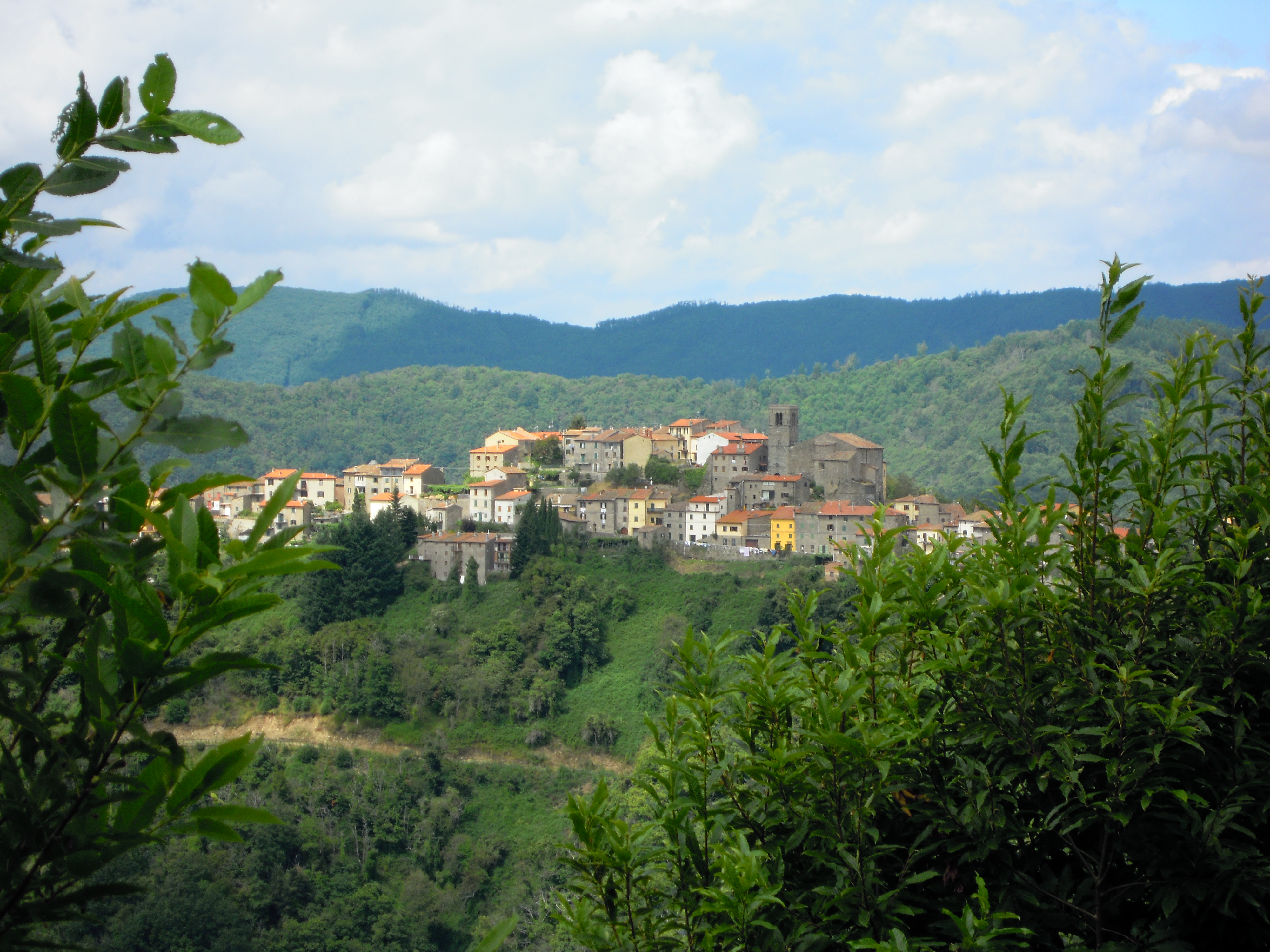
Il borgo medievale di Serra Pistoiese.

- Chiesa di San Bartolomeo a Casore del Monte
- Chiesa di San Donato a Momigno
- Chiesa dei Santi Lucia e Giusto a Montagnana Pistoiese
- Chiesa di San Leonardo a Serra Pistoiese
- Oratorio di Santa Maria delle Grazie a Campore

### Architetture militari
Il primo nucleo fortificato del borgo, noto sino dal 1137, sorgeva probabilmente là dove, in età successiva venne edificata la pieve e il palazzo comunale. 
L'antica rocca di Marliana, distrutta nella seconda metà del XII secolo, durante gli scontri con la vicina Montecatini, venne probabilmente ricostruita già pochi anni dopo la pesante sconfitta subita nel 1177. Della muraglia che cingeva il nucleo abitato rimane solo un breve tratto, mentre l'assetto complessivo del borgo, con le ripide stradine interne che convergono verso la parte alta del paese, ripete ancora quello dell'antico fortilizio.

## Cultura
Marliana detiene una biblioteca comunale, un "museo della cultura contadina" a Casore del Monte e vari eventi culturali organizzati in territorio comunale.

## Società

### Evoluzione demografica
Abitanti censiti

### Etnie e minoranze straniere
Secondo i dati ISTAT al 31 dicembre 2009 la popolazione straniera residente era di 253 persone. Le nazionalità maggiormente rappresentate in base alla loro percentuale sul totale della popolazione residente erano:
- Albania 117 (3,61%)

## Geografia antropica

### Frazioni
Secondo lo statuto, il comune di Marliana conta al suo interno cinque frazioni:
- Avaglio (750 m s.l.m., 54 abitanti)[10]
- Casore del Monte (568 m s.l.m., 54 abitanti)[10]
- Momigno (648 m s.l.m., 360 abitanti)[10]
- Montagnana Pistoiese (326 m s.l.m., 342 abitanti)[10]
- Serra Pistoiese (811 m s.l.m., 95 abitanti)[10]

### Altre località del territorio
All'interno del territorio comunale vi sono altri centri abitati riconosciuti ufficialmente come località:
- Alteto (600 m s.l.m., 30 abitanti)[10]
- Fagno (530 m s.l.m., 41 abitanti)[10]
- Femminamorta (865 m s.l.m., 102 abitanti)[10]
- Giampierone (250 m s.l.m., 64 abitanti)[10]
- Goraiolo (763 m s.l.m., 56 abitanti)[10]
- Grati (729 m s.l.m., 84 abitanti)[10]
- Panicagliora (796 m s.l.m., 121 abitanti)[10]
- Petrolo (397 m s.l.m., 69 abitanti)[10]

Altre località minori sono quelle di Campiglione, Campore, Canfittori, Case Poli, Case Sermo, La Sassa, Margine di Momigno, Novelleto, Pagliaine, Pian dell'Aurora, Piangrande, Pianigioli, Poggio Ponticelli, Renicci, Rovaci, Vico, Vincio.

## Economia
L'economia un tempo esclusivamente agricolo-pastorale, oggi ha trovato importanti sbocchi nel turismo. L'agricoltura, anche se non più unica fonte di reddito, vanta prodotti di particolare pregio, quali una particolare varietà di patate e, a quote più basse, l'olio e la vite.

## Amministrazione
Di seguito è presentata una tabella relativa alle amministrazioni che si sono succedute in questo comune.
| Periodo         | Periodo         | Primo cittadino       | Partito                       | Carica              | Note   |
| --------------- | --------------- | --------------------- | ----------------------------- | ------------------- | ------ |
| 18 luglio 1985  | 31 maggio 1990  | Valdo Canigiani       | Democrazia Cristiana          | Sindaco             | [ 11 ] |
| 31 maggio 1990  | 24 aprile 1995  | Vinicio Pellegrini    | Democrazia Cristiana          | Sindaco             | [ 11 ] |
| 24 aprile 1995  | 14 giugno 1999  | Vinicio Pellegrini    | Partito Popolare Italiano     | Sindaco             | [ 11 ] |
| 14 giugno 1999  | 14 giugno 2004  | Luca Bernardi         | Partito Popolare Italiano     | Sindaco             | [ 11 ] |
| 14 giugno 2004  | 26 ottobre 2006 | Luca Bernardi         | centro-sinistra               | Sindaco             | [ 11 ] |
| 26 ottobre 2006 | 29 maggio 2007  | Valerio Massimo Romeo |                               | Comm. straordinario | [ 11 ] |
| 29 maggio 2007  | 8 maggio 2012   | Luca Bernardi         | centro-sinistra               | Sindaco             | [ 11 ] |
| 8 maggio 2012   | 11 giugno 2017  | Marco Traversari      | lista civica                  | Sindaco             | [ 11 ] |
| 11 giugno 2017  | 13 giugno 2022  | Marco Traversari      | lista civica trasversalista   | Sindaco             | [ 11 ] |
| 13 giugno 2022  | in carica       | Federico Bruschi      | centro-sinistra Vivi Marliana | Sindaco             | [ 11 ] |

### Gemellaggi
- Saint-Léger-en-Yvelines, dal 2006